# Предложение (сериал)
«Предложение» (англ. The Offer) — американский мини-сериал режиссёра Декстера Флетчера, включающий 10 эпизодов и рассказывающий о съёмках фильма «Крёстный отец». Основан на воспоминаниях продюсера картины Альберта С. Радди, который стал и одним из продюсеров «Предложения». Главные роли в сериале сыграли Майлз Теллер, Мэттью Гуд, Дэн Фоглер. Премьера состоялась 28 апреля 2022 года.

## Сюжет
Действие сериала происходит в 1970-е годы. Главные герои — продюсер Альберт С. Радди и молодой режиссёр Фрэнсис Форд Коппола, которые начинают работу над фильмом «Крёстный отец», получившим впоследствии культовый статус. Им приходится преодолевать множество трудностей: у исполнителя одной из главных ролей Марлона Брандо слишком сложный характер, другой актёр, Аль Пачино, не нравится студии из-за своего низкого роста, влиятельный мафиози Джо Коломбо пытается сорвать съёмки. Тем не менее картину удаётся снять.
Сценарий сериала основан на воспоминаниях Радди.

## В ролях
- Майлз Теллер — Альберт С. Радди
- Мэттью Гуд — Роберт Эванс
- Дэн Фоглер — Фрэнсис Коппола
- Джованни Рибизи — Джо Коломбо
- Берн Горман — Чарльз Блюдорн
- Колин Хэнкс — Барри Лапидус
- Джастин Чэмберс — Марлон Брандо
- Джуно Темпл — Бетти Маккарт
- Энтони Ипполито — Аль Пачино
- Патрик Галло — Марио Пьюзо
- Нора Арнезедер — Франсуаза Глейзер
- Джош Цукерман — Питер Барт
- Фрэнк Джон Хьюз — Фрэнк Синатра
- Пол Маккрейн — Джек Баллард
- Дэнни Нуччи — Марио Бьяджи
- Эрик Бальфур — Дин Тавуларис[1]

## Создание и оценки
Сериал, состоящий из 10 эпизодов, был анонсирован осенью 2020 года. Шоураннером проекта стал Майкл Толкин, который написал сценарий совместно с Лесли Грайф; Альберт С. Радди вошёл в число исполнительных продюсеров проекта. Производством занялась студия Paramount Television. Работа над сериалом началась в 2021 году. Роль Альберта Радди изначально должна была достаться Арми Хаммеру, но из-за скандала актёр покинул проект, и его место занял Майлз Теллер. В июле 2021 года появился первый тизер. Премьера состоялась 28 апреля 2022 года на Paramount+.
На сайте-агрегаторе отзывов Rotten Tomatoes сериал получил рейтинг 57 % со средней оценкой 6,2/10. Рецензенты с этого ресурса констатировали, что от этого «Предложения» «можно отказаться» из-за изобилия ненужных сюжетных линий. На сайте Metacritic шоу получило 48 баллов из 100, что указывает на «смешанные или средние отзывы».
Обозреватель «Фильм.ру» Кирилл Горячок счёл сценарий «Предложения» слишком прямолинейным: по его словам, «порой складывается впечатление, что экранизируется не жизнь, а статья в „Википедии“ и анекдоты со съемок». Критик пишет: «Надо очень любить „Крёстного отца“ и Голливуд 1970-х, чтобы принять „Предложение“. В противном случае от него можно с легкостью отказаться».
Рецензент «Афиши» Михаил Моркин констатировал, что в «Предложении» «92-летний Радди воздвиг себе максимально комплиментарный памятник-байопик, из которого вы не поймёте, как и почему „Крёстный отец“ стал одним из главных культурных явлений 1970-х, но узнаете о голливудской кухне». Это, по мнению критика, сериал, лишённый психологизма, «вдохновляющий, но не особо вдохновенный фанфик о рабочем общении между творцами, чиновникам, гангстерами и промышленниками, который может скрасить пару вечеров». Одной из удач сценаристов Моркин счёл персонажа Мэттью Гуда — продюсера Роберта Эванса.
Награды и номинации
| Премия           | Категория                                                       | Номинант    | Результат |
| ---------------- | --------------------------------------------------------------- | ----------- | --------- |
| «Выбор критиков» | Лучший мини-сериал или телефильм                                |             | Номинация |
| «Выбор критиков» | Лучшая мужская роль второго плана в мини-сериале или телефильме | Мэттью Гуд  | Номинация |
| «Выбор критиков» | Лучшая женская роль второго плана в мини-сериале или телефильме | Джуно Темпл | Номинация |
| «Спутник»        | Лучшая женская роль второго плана в мини-сериале или телефильме | Джуно Темпл | Победа    |